# Brookville (Nowy Jork)
Brookville – wieś w Stanach Zjednoczonych, w stanie Nowy Jork, w hrabstwie Nassau.